# 鳥羽美音子
鳥羽 美音子（とば みねこ、1969年11月23日 - ）は、日本のナレーター。

## 概要
キャスト・プラス所属のナレーターであり、日本アートアクセサリー協会フリーメタリコマスターの資格を有するアクセサリーデザイナーである。ネットミームとしても有名な、「水素の音」の発言者でもある。

## 歴代の出演
- 日清 カップヌードル「ミルクの音 篇」CM
- ズームイン!!朝! （日本テレビ）
- 寝ドキッ!! (日本テレビ)
- さすらい刑事旅情編VI 第5話「カゴ抜け詐欺の女!?不倫旅行」 (テレビ朝日)
- オートバックス1991年準キャンペーンガール
- テレビショッピング QVC